# Collège de Bourgogne

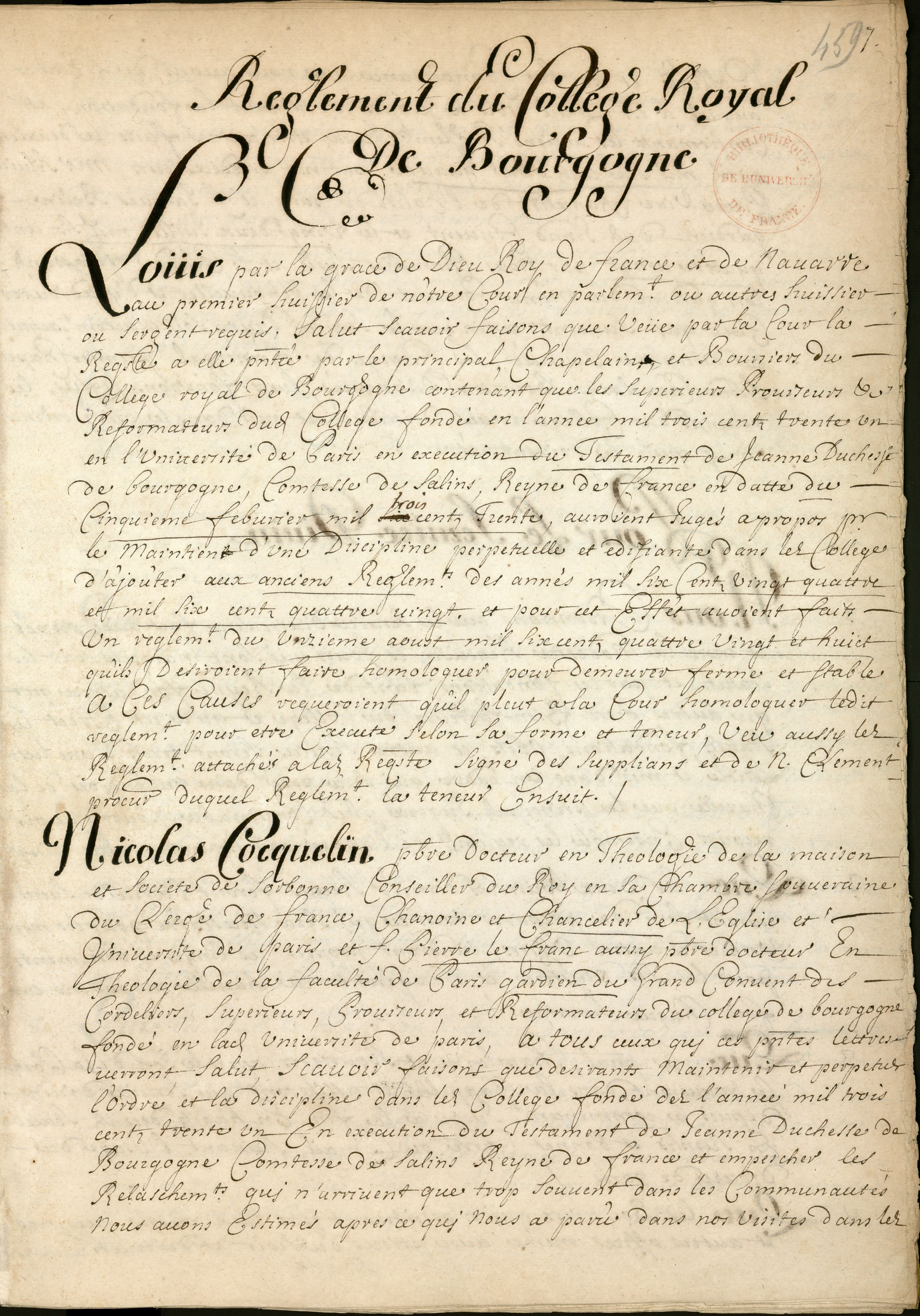
Collège de Bourgogne: Gründung und Satzung. Manuskript, 17. Jahrhundert (Sorbonne-Bibliothek, NuBIS)

Das Collège de Bourgogne war ursprünglich ein im Mittelalter in Paris gegründetes Heim für mittellose Studenten und später eine Schule. Es wurde im Jahr 1330 oder 1331 eröffnet, 1763 dem Collège Louis-le-Grand angegliedert und bestand bis 1769.

## Geschichte
Das Collège wurde per Testament der verwitweten Königin Johanna von Burgund aus dem Jahr 1330 gestiftet, um 20 bedürftige, aus Burgund stammende Studenten der Logik und der Philosophie aufzunehmen. Auf Wunsch der Königin floss dem Collège der Erlös aus dem Verkauf der seit 1319 in ihrem Besitz befindlichen Tour de Nesle zu.
Es entstand auf der Rive Gauche im Quartier Latin in der damaligen rue des Cordeliers (heute: rue de l’École de Médecine), lag dem Franziskanerkloster Couvent des Cordeliers gegenüber, von dem sich der Straßenname ableitete, und grenzte im Osten an das bereits im Jahr 1252 gegründete Collège des Premontrés, das von augustinischen Kanonikern geleitet wurde.
Zu der Lehrerschaft des Collège de Bourgogne zählten im 16. Jahrhundert François Guyet (1575–1655) und Claude Rouillet; bekannte Schüler waren der spätere Magistrat und Diplomat Henri de Mesmes (1532–1596), der spätere Dichter Guillaume Des Autels (1529–1581) und Maximilien Béthune de Sully (1560–1641). Letzterer entging im Jahr 1572 dem auf die Bartholomäusnacht folgenden Gemetzel, indem er im Collège de Bourgogne Zuflucht fand.
Im Jahr 1763 kaufte Ludwig XV. das Gebäude des Collèges und mehrere benachbarte Häuser, um ein Amphitheater für die „Académie royale de chirurgie“ bauen zu lassen, einen Vorgängerbau der heutigen medizinischen Hochschule.